# Neosisyphus rubrus

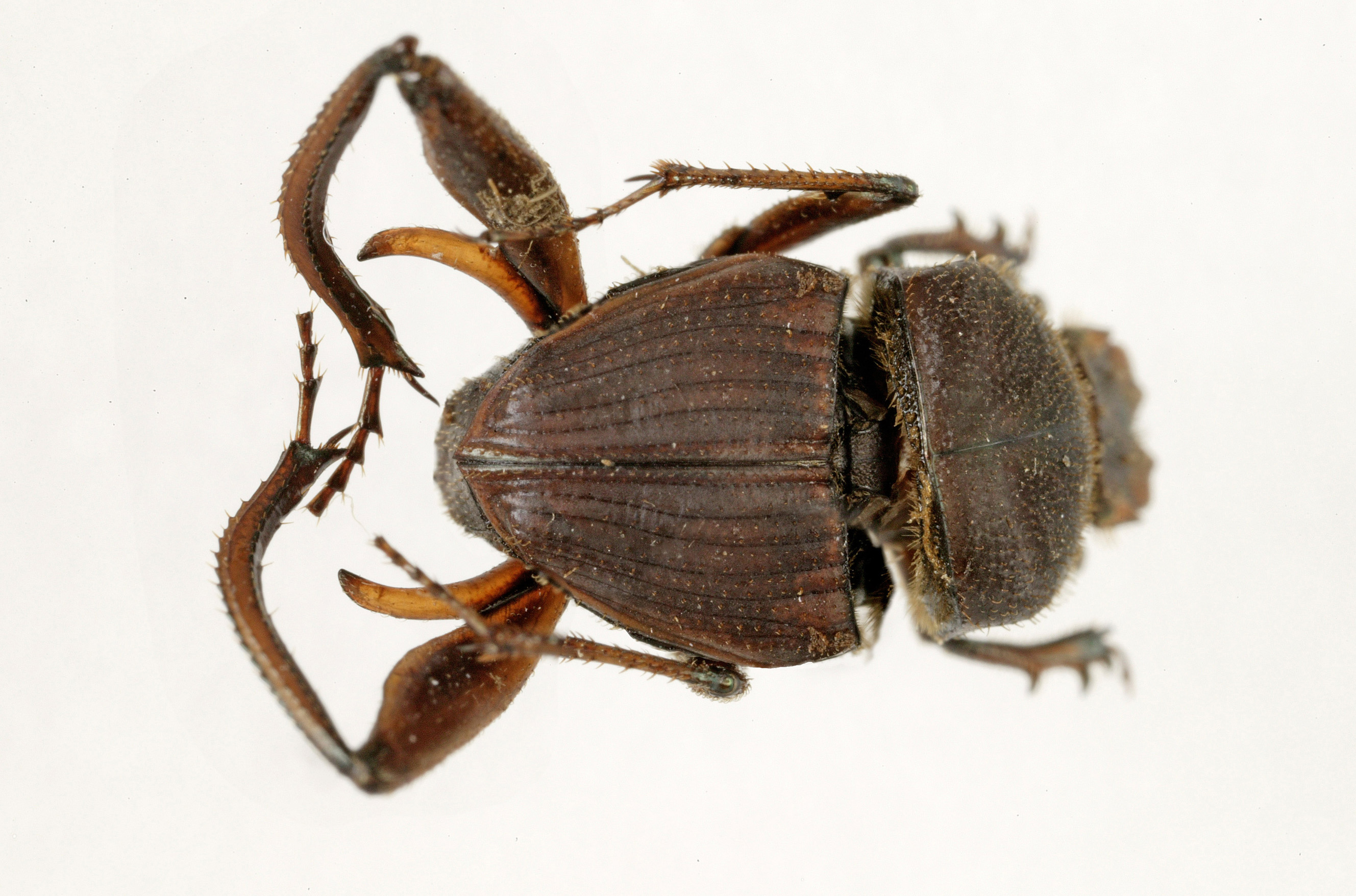
Sisyphus rubrus

Neosisyphus rubrus är en skalbaggsart som beskrevs av Paschalidis 1974. Neosisyphus rubrus ingår i släktet Neosisyphus och familjen bladhorningar. Inga underarter finns listade i Catalogue of Life.